# 헤더 톰
헤더 마리 톰(영어: Heather Marie Tom, 1975년 11월 4일~)은 미국의 배우, 텔레비전 감독이다.

## 출연 작품
- 아메리칸 호러 스토리: 메리메이커의 살인자 (2019)
- 빅풋스 러브 슬레이브 (2017)
- 시티 티처 (2007)
- 어글리 베티 (2006)
- 쉬 윌 테이크 로맨스 (1990)
- 비앤비 (1987)
- 더 영 앤 더 레스트리스 (1973)
- 원 라이프 투 리브 (1968)